# 48-as busz (Zalaegerszeg)
A zalaegerszegi 48-as jelzésű autóbusz az Olai bisztró és ADA, porta megállóhelyek között közlekedik munkanapokon, irányonként 3 indulással. A vonalat a Volánbusz üzemelteti.

## Útvonala
| ADA, porta felé | Olai bisztró |
| --- | --- |
| Olai bisztró – Platán sor – Landorhegyi út – Csertán Sándor utca – Göcseji út – Zrínyi Miklós utca – Posta utca – Ipari út – szervizút – ADA, porta | ADA, porta – szervizút – Ipari út – Posta utca – Zrínyi Miklós utca – Dózsa liget – Hunyadi János utca – Göcseji út – Csertán Sándor utca – Landorhegyi út – Platán sor – Olai bisztró |

## Megállóhelyei
| 0  | Olai bisztró végállomás                       | 40 | 1, 1A, 1E, 1U, 1Y, 10, 10Y, 11, 11A, 11Y, 24, 69, C1, C4        |
| 2  | Platán sor - Gasparich utca                   | 38 | 10, 10C, 10E, 10Y, 11, 11A, 11Y, 26, C1, C4                     |
| 4  | Landorhegyi ABC                               | 36 | 10, 10Y, 11, 11A, 11Y, 30, C1, C2, C4                           |
| 6  | Fiú-diákotthon                                | 34 | 10, 10Y, 11, 11A, 11Y, 30, C1, C2, C4                           |
| 8  | Göcsej áruház (↓) Landorhegyi út 20. (↑)      | 33 | 10, 10Y, 11, 11A, 11Y, 30, C1, C2, C4                           |
| 9  | Csertán Sándor utca                           | 32 | 10, 10C, 10Y, 11, 11A, 11Y, 30, C1, C2, C4                      |
| ∫  | Göcseji úti ABC                               | 31 | 11, 11A, 30, 30C                                                |
| 11 | Köztemető (Göcseji út)                        | 30 | 10, 10C, 11, 11A, 30, 30A, 30C                                  |
| 13 | Éva presszó (↓) Városi fürdő (Göcseji út) (↑) | 28 | 8, 8E, 10, 10C, 10Y, 11, 11A, 11Y, 26, 30, 30A, 30C, C1, C2, C4 |
| 18 | TÜZÉP                                         | 22 | 4, 4A, 4Y, 41, 44, C4                                           |
| 19 | MOL Nyrt. bejárati út                         | 21 | 4, 4A, 4Y, 41, 44, C4                                           |
| 20 | Volán-telep                                   | 20 | 4, 4A, 4E, 4U, 4Y, 41, 44, C4                                   |
| 21 | Flex A                                        | 19 | 4, 4A, 4E, 4U, 4Y, 41, 44, C4                                   |
| 23 | Zalabesenyő elágazó                           | 17 | 4, 4A, 4E, 4U, 4Y, 41, 44, C4                                   |
| 25 | Flex B                                        | 15 | 4, 4U, 4Y, 41, 44, C4                                           |
| 26 | Déli ipartelep                                | 2  | 41                                                              |
| 28 | ADA, porta végállomás                         | 0  | 41                                                              |